# Genève Rink Hockey Club
El Genève Rink-Hockey Club és un club esportiu de Ginebra (Suïssa), dedicat a la pràctica de l'hoquei sobre patins, fundat l'any 1939. És un dels clubs suïssos més antics i, desprès del Montreux HC, el segon equip amb major nombre de títols.

## Palmarès
- 13 Lligues suïsses (1961-62, 1991-92, 1992-93, 1994-95, 1995-96, 1996-97, 1997-98, 2005-06, 2007-08, 2009-10, 2010-11, 2013-14, 2021-22)
- 15 Copes suïsses (1962, 1985, 1990, 1991, 1992, 1993, 1995, 1999, 2002, 2003, 2007, 2008, 2012, 2013, 2014)
- 1 Supercopa suïssa (2014)